# Буховичі
Бухо́вичі — село в Україні, у Яворівському районі Львівської області. Населення становить 797 осіб. Орган місцевого самоврядування - Мостиська міська рада.
Село присутнє на мапі західної України Фрідріха фон Міга 1779-1783.

## Населення

### Мова
Розподіл населення за рідною мовою за даними перепису 2001 року:
| Мова       | Кількість | Відсоток |
| ---------- | --------- | -------- |
| українська | 793       | 99.50%   |
| польська   | 3         | 0.38%    |
| російська  | 1         | 0.12%    |
| Усього     | 797       | 100%     |

## Духовне життя
У селі є церква апостола євангелиста Івана Богослова. Належить парафії ПЦУ.